# 伊希姆河
伊希姆河（羅馬化：reká Ishím），哈萨克语称叶西尔河（Есіл өзені，罗马化：Esıl özenı），是流经哈萨克斯坦和俄罗斯的一条河流，为额尔齐斯河的左岸支流，全长2450千米（第42长的河流）。它是世界上最长的二级支流。

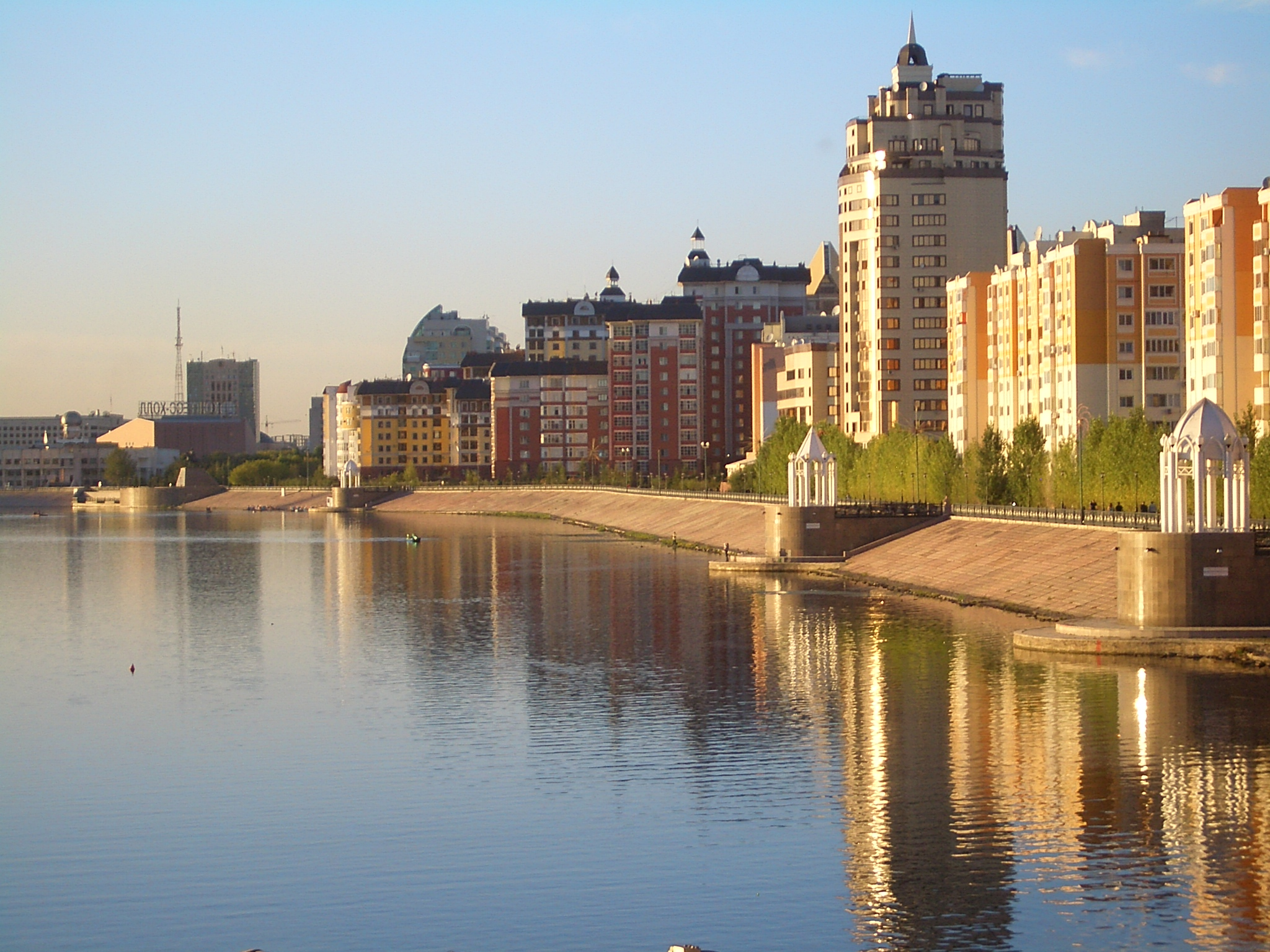
伊希姆河于阿斯塔納

它发源于哈萨克丘陵北缘位于卡拉干达州北部的尼亚兹山，然后一直往西，进入哈萨克斯坦的阿克莫拉州。流经哈萨克斯坦首都阿斯塔納后，伊希姆河在阿克莫拉州西部转向北流，流经城市叶西尔和彼得罗巴甫尔，进入俄罗斯南部的秋明州和鄂木斯克州，并在托博尔斯克以东190千米的乌斯季伊希姆（Ust-Ishim）汇入额尔齐斯河。
伊希姆河主要靠融雪水补给，春季河水泛滥，夏季水浅，每年11月至次年4、5月为结冰期。春夏季时河口上溯的160千米河段可通航小船。位于哈萨克斯坦境内的上、中游支流少且短，多数为季节性河流；流入俄罗斯西西伯利亚后，进入多沼泽的伊希姆平原，河谷展宽。右岸支流有：扎拜河、科卢通河和阿坝布尔卢克河。
彼得罗巴甫尔西南的谢尔盖耶夫卡（Sergeyevka）水库有长达3500千米的引水工程，用以灌溉北哈萨克斯坦州、阿克莫拉州和库斯塔奈州的农业区。